# Chalcura cameroni
Chalcura cameroni är en stekelart som först beskrevs av Kirby 1886.  Chalcura cameroni ingår i släktet Chalcura och familjen Eucharitidae. Inga underarter finns listade i Catalogue of Life.